# Asnar I Galindes
Asnar I Galindes (em castelhano: Aznar I Galíndez; morto antes de 834), filho, pelo seu patronímico, de certo Galindo, foi conde de Aragão de 809 até 820, como sucessor de Auréolo. Foi contemporâneo de Íñigo Arista e de Galindo Belascotenes (Velasco) e vassalo de Luís I, o Piedoso.

## Biografia
Foi expulso do condado de Aragão pelo seu genro, Garcia I Galíndez que depois repudiou a sua esposa Matrona, a filha de Asnar. Depois, segundo as crónicas francas, em 824, após sufocar as revoltas da nobreza da Gasconha, os carolíngios enviam tropas e dois condes a Pamplona, a fim de restaurar a soberania carolíngia. No retorno da missão foram surpreendidos e capturados nos Pirenéus por "pérfidos montanheses" vascões, naquilo que é considerada a "segunda batalha de Roncesvales". O conde Eblo foi enviado para Córdova como troféu e o conde Asnar foi posto em liberdade por ser gascão e por isso considerado consanguíneo.[a]
Asnar foi para Ludovico Pio que deu-lhe terras em Cerdanha e no Condado de Urgel onde morreu. É possível que não fora conde de Urgel e que teve as terras em apprisio; se fosse, deve ter morrido antes de 834 quando Sunifredo está governando o condado.

## Descendência
Erradamente, segundo o Códice de Roda casou com Oneca, filha de Garcia Íñiguez de Pamplona, no entanto, o esposo de Oneca foi o neto homónimo deste Asnar, ou seja, Aznar II Galíndez. Seus filhos foram:
- Centulo Asnares,[7]
- Matrona Asnar,[7] casada com Garcia I Galíndez, que depôs Asnares I Galindes e governou de 820 até 833,
- Galindo I,[7] conde de Aragão de 844 até 867 de Urgel e Cerdanha.